# Ольштин (гміна)
Гміна Ольштин (пол. Gmina Olsztyn) — місько-сільська гміна у південній Польщі. Належить до Ченстоховського повіту Сілезького воєводства.
Станом на 31 грудня 2011 у гміні проживало 7214 осіб.

## Територія
Згідно з даними за 2007 рік площа гміни становила 108.82 км², у тому числі:
- орні землі: 48.00%
- ліси: 44.00%

Таким чином, площа гміни становить 7.16% площі повіту.

## Населення
Станом на 31 грудня 2011:
| Опис     | Загалом | Загалом | Чоловіки | Чоловіки | Жінки | Жінки |
| -------- | ------- | ------- | -------- | -------- | ----- | ----- |
| одиниця  | осіб    | %       | осіб     | %        | осіб  | %     |
| все      | 7214    | 100     | 3615     | 50.11    | 3599  | 49.89 |
| міське   | 0       | 100     | 0        |          | 0     |       |
| сільське | 7214    | 100     | 3615     | 50.11    | 3599  | 49.89 |

## Сусідні гміни
Гміна Ольштин межує з такими гмінами: Жаркі, Камениця-Польська, Мстув, Порай, Почесна, Янув.